# Малдиви на Летњим олимпијским играма 2004.
Малдиви су на Летњим олимпијским играма у Пекингу 2004. учествовали пети пут као самостална земља.
Делегација Малдива је на Олимпијским играма 2004. у Атини учествовала са 4 такмичара 2 мушкарца и 2 жене у 2 спорта.
Малдивски олимпијски тим је остао у групи земаља које нису освојиле ниједну медаљу.
Заставу Малдива на свечаном отварању Олимпијских игара 2004. носио је атлетичар Султан Саед.
Најмлађи учесник у репрезентацији Малдива била је атлетичарка Шифана Али са 20 година (20 год. и 77 дана), а најстарији атлетичар Султан Саед 28 год. и 21 дан.

## Учесници по дисциплинама
| Спорт     | Мушкарци | Жене | Укупно |
| --------- | -------- | ---- | ------ |
| Атлетика  | 1        | 1    | 2      |
| Пливање   | 1        | 1    | 2      |
| Укупно(2) | 2        | 2    | 4      |

## Атлетика

### Мушкарци
| Атлетичар Лични рекорд | Дисциплина | Група    | Група   | Четвртфинале     | Четвртфинале     | Полуфинале       | Полуфинале       | Финале           | Финале  | Детаљи |
| Атлетичар Лични рекорд | Дисциплина | Резултат | Место   | Резултат         | Место            | Резултат         | Место            | Резултат         | Место   | Детаљи |
| ---------------------- | ---------- | -------- | ------- | ---------------- | ---------------- | ---------------- | ---------------- | ---------------- | ------- | ------ |
| Султан Саед            | 100 м      | 11,72    | 7 гр. 3 | Није се пласирао | Није се пласирао | Није се пласирао | Није се пласирао | Није се пласирао | 76 / 81 |        |

### Жене
| Атлетичарка Лични рекорд | Дисциплина | Група    | Група   | Четвртфинале     | Четвртфинале     | Полуфинале       | Полуфинале       | Финале           | Финале  | Детаљи         |
| Атлетичарка Лични рекорд | Дисциплина | Резултат | Место   | Резултат         | Место            | Резултат         | Место            | Резултат         | Место   | Детаљи         |
| ------------------------ | ---------- | -------- | ------- | ---------------- | ---------------- | ---------------- | ---------------- | ---------------- | ------- | -------------- |
| Шифана Али               | 400 м      | 1:00,92  | 7 гр. 4 | Није се пласирао | Није се пласирао | Није се пласирао | Није се пласирао | Није се пласирао | 46 / 48 | [ мртва веза ] |

## Пливање

#### Мушкарци
| Пливач      | Дисциплина    | Група | Група   | Полуфинале       | Полуфинале       | Финале           | Финале           | Детаљи |
| Пливач      | Дисциплина    | Време | Пласман | Време            | Пласман          | Време            | Пласман          | Детаљи |
| ----------- | ------------- | ----- | ------- | ---------------- | ---------------- | ---------------- | ---------------- | ------ |
| Хасан Мубах | 50 м слободно | 27,71 | 73/83   | Није се пласирао | Није се пласирао | Није се пласирао | Није се пласирао |        |

#### Жене
| Пливачица     | Дисциплина    | Група | Група   | Полуфинале        | Полуфинале        | Финале            | Финале            | Детаљи         |
| Пливачица     | Дисциплина    | Време | Пласман | Време             | Пласман           | Време             | Пласман           | Детаљи         |
| ------------- | ------------- | ----- | ------- | ----------------- | ----------------- | ----------------- | ----------------- | -------------- |
| Aminath Rouya | 50 м слободно | 31,26 | 65/73   | Није се пласирала | Није се пласирала | Није се пласирала | Није се пласирала | [ мртва веза ] |